# 1037
 Năm 1037 là một năm trong lịch Julius. 